# Johann Heinrich Alting
Johann Heinrich Alting (né le 17 février 1583 à Emden, mort le 25 août 1644 à Groningue) est un théologien protestant allemand.

## Biographie
Heinrich Alting étudie la théologie à l'université de Groningue et à Herborn. En 1613, il reçoit son doctorat à Heidelberg et est nommé professeur de théologie dogmatique. En 1616, il est directeur du séminaire local Collegium sapientiae. Il participe en 1618 au synode de Dordrecht avec Abraham Scultetus et Paul Tossanus. Après le pillage de Heidelberg par Jean t'Serclaes de Tilly en septembre 1622, il s'enfuit en Hollande. Il est nommé professeur de théologie à Groningue en 1627.
Les écrits d'Alting sur l'histoire de l'église palatine, la confession d'Augsbourg, le Catéchisme de Heidelberg, la théologie dogmatique et les controverses entre les églises ne sont publiés qu'après sa mort.